# Archytas (Mondkrater)
Archytas ist ein Einschlagkrater auf dem Erdmond. Er überlappt den nördlichen Rand des   Mare Frigoris. Nordwestlich liegt der vergleichbar große Krater Timaeus, der kleinere Krater Protagoras liegt in entgegengesetzter Richtung im Südosten. Im Südwesten, auf dem gegenüberliegenden Rand des Mondmeeres erkennt man den durch seinen dunklen Kraterboden auffälligen Krater Plato.
Der Kraterrand von Archytas ist scharfkantig und zeigt nur geringe Spuren von Erosion durch spätere Einschläge. Der Außenrand ist nahezu kreisförmig und weist nur im Südosten eine leichte Ausbuchtung auf. Das Kraterinnere ist uneben und ein Kranz von Material hat sich an der Basis der inneren Wände abgelagert. Östlich des Kratermittelpunkts erhebt sich ein Paar zentraler Gipfel.
Die Mondoberfläche in der Umgebung des Kraters ist im Süden aufgrund der Lavaströme, die das Mondmeer geformt haben, relativ eben. Im Norden und Nordosten ist das Gelände unebener. Der nordwestlich von Archytas gelegene Satellitenkrater Archytas B bildet eine von Lava eingeebnete Bucht am Rande des Mare Frigoris.

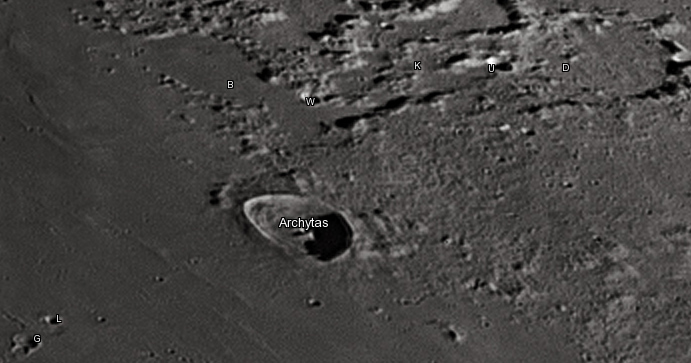
Archytas mit seinen Nebenkratern

| Buchstabe | Position           | Durchmesser | Link |
| --------- | ------------------ | ----------- | ---- |
| B         | 61,39° N, 3,17° O  | 35 km       |      |
| D         | 63,72° N, 11,89° O | 45 km       |      |
| G         | 55,75° N, 0,53° O  | 7 km        |      |
| K         | 62,63° N, 7,67° O  | 14 km       |      |
| L         | 56,2° N, 0,9° O    | 4 km        |      |
| U         | 62,87° N, 9,19° O  | 7 km        |      |
| W         | 61,27° N, 5,18° O  | 6 km        |      |